# Приключенията на Рапунцел и разбойника
„Приключенията на Рапунцел и разбойника“ (на английски: Rapunzel's Tangled Adventure) е американски анимационен сериал, разработен от Крис Соненбърг и Шейн Пригмор, и е продуциран от „Дисни Телевижън Анимейшън“. Излъчва се премиерно по „Дисни Ченъл“ като оригинален филм на „Дисни“ със заглавието „Рапунцел и разбойникът завинаги“ на 10 март 2017 г. Обикновените епизоди са излъчени премиерно на 24 март 2017 г. Сериалът е базиран на филма „Рапунцел и разбойникът“ през 2010 г. и включва гласовете на Манди Мур и Закари Леви, които отново озвучават съответно Рапунцел и Флин Райдър.
През 2017 г. по време на премиерата, сериалът е подновен за втори сезон, който е излъчен премиерно на 24 юни 2018 г. През май 2018 г. по време на втория сезон, съобщено е, че сериалът е подновен за трети и последен сезон, който е излъчен премиерно на 7 октомври 2019 г. и завършва на 1 март 2020 г.

## Актьорски състав
- Манди Мур – Рапунцел
- Закари Леви – Флин Райдър
- Еден Еспиноза – Касандра
- Дий Брадли Бейкър – Паскал и Максимус
- Кланси Браун – Крал Фредрик
- Джули Боуен – Кралица Ариана
- Ем Си Гейни – Капитан на стражите
- Джеймс Монро Игълхарт – Ланс Стронгбоу
- Джеф Рос – Хук Фут
- Пол Ф. Томпкинс – Шорти
- Джеръми Джордан – Вариан
- Джонатан Банкс – Куирин
- Кели Ху – Адира
- Брус Кембъл – Крал Едмънд
- Ким Коутс – Хектор
- Тимъти Далтън – Лорд Демантиус
- Дженифър Вийл – Жан Тири
- Тара Фицджералд – дяволската форма на Жан Тири
- Алън Дейл – Свещеник

## Продукция
На 3 юни 2015 г. „Дисни Ченъл“ обяви, че сериалът е в разработка. На 15 февруари 2017 г. е съобщено, че сериалът е подновен за втори сезон по време на премиерата на сериала. Сериалът включва нови песни от Алън Менкен и Глен Слейтър. Менкен преди е композирал музиката от филма, докато той и Слейтър написва песните на филма.
На 31 май 2018 г. е съобщено, че втория сезон ще се излъчи премиерно на 24 юни 2018 г., и че сериалът също е подновен за трети сезон.

## В България
В България сериалът е излъчен и по локалната версия на „Дисни Ченъл“ на 25 септември 2017 г. и завършва на 11 октомври 2020 г.
Нахсинхронен дублаж
| Роля             | Изпълнител                    |
| ---------------- | ----------------------------- |
| Рапунцел         | Надежда Панайотова            |
| Флин Райдър      | Момчил Степанов               |
| Касандра         | Елена Грозданова (сезони 1-2) |
| Касандра         | Боряна Йорданова (сезон 3)    |
| Вариан           | Явор Караиванов (диалог)      |
| Вариан           | Денко Проданов (вокал)        |
| Вариан           | Камен Асенов (вокал, сезон 1) |
| Ланс             | Георги Стоянов (диалог)       |
| Ланс             | Атанас Сребрев (вокал)        |
| Хук Фуут         | Анатолий Божинов              |
| Хук Хенд         | Константин Лунгов             |
| Малката Рапунцел | Калина Асенова                |

| Обработка           | Александра Аудио    |
| ------------------- | ------------------- |
| Режисьор на дублажа | Мариета Петрова     |
| Музикален режисьор  | Десислава Софранова |